# Phyllachora veraguensis
Phyllachora veraguensis är en svampart som beskrevs av Syd. 1926. Phyllachora veraguensis ingår i släktet Phyllachora och familjen Phyllachoraceae.   Inga underarter finns listade i Catalogue of Life.